# Moonlight (software)

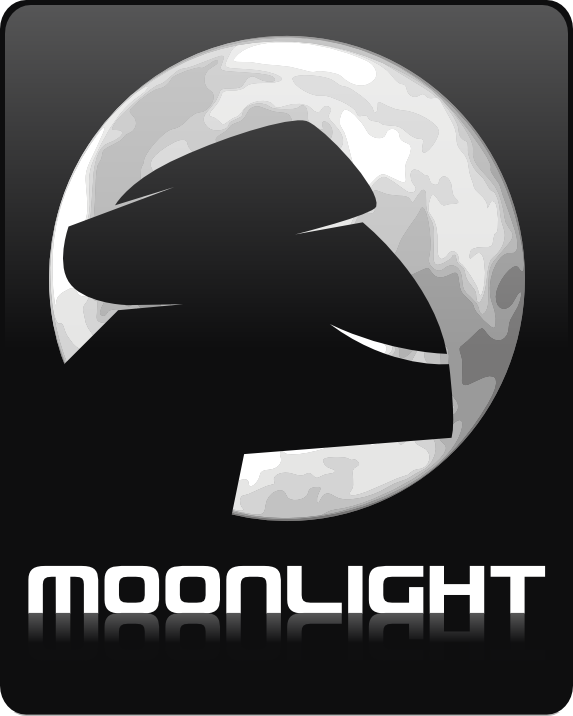
Logo do Moonlight

O Moonlight é a implementação opensource do Silverlight da Microsoft, ele é desenvolvido pelo projeto Mono que é patrocinado pela Novell e também pela Microsoft através do acordo de interoperabilidade entra as duas empresas.

## Suporte ao Desktop
Moonlight também pode ser utilizado fora de um navegador através de um widget GTK+. Alguns Desklets foram escritos usando a tecnologia durante a  Novell Hack-week.